# Aartalsee
Der Aartalsee ist ein Stausee im oberen Aartal und liegt in den Gemeinden Bischoffen und Hohenahr des Lahn-Dill-Kreises nördlich von dessen Kreisstadt Wetzlar sowie nordwestlich von Gießen in Hessen. Neben dem Kernort Bischoffen liegen die Dörfer Ahrdt und Mudersbach am See, die beide der Gemeinde Hohenahr angehören. Seit 1991 staut die Talsperre die Aar auf, einen linken Nebenfluss der Dill im Gladenbacher Bergland. Zuflüsse zum Stauraum sind: Stadterbach, Wilsbach (zum Vorbecken), Weidbach und Meerbach (zum Hauptbecken).

## Lage
Durch die Aartalsperre wird die Aar in ihrem oberen Abschnitt westlich des Niederweidbacher Beckens aufgestaut und bildet hier einen künstlich geschaffenen See im südlichen Gladenbacher Bergland.
Über die nördlich der Aartalsperre nahe verlaufende Bundesstraße 255, die von der Bundesautobahn 45 bei Herborn über Gladenbach bis an Marburg führt, ist der auf halbem Wege zwischen Herborn (Luftlinie 12 km westsüdwestlich) und Gladenbach (11 km nordöstlich) gelegene Aartalsee leicht zu erreichen. Marburg im Nordosten ist Luftlinie etwa 24 km entfernt, Wetzlar (16 km südlich) und das rund 14 km entfernte Dillenburg im Westnordwesten sind über die autobahnähnliche Bundesstraße 277 mit der B 255 verbunden.
Weiterhin führen weniger befahrene Landesstraßen nach Wetzlar und Gießen (19 km südöstlich) sowie ins Hessische Hinterland, zu dem Bischoffen historisch gehörte. Biedenkopf im Norden ist rund 24 km entfernt.

## Nutzung
Die Talsperre dient hauptsächlich dem Hochwasserschutz für Aar und Dill. Im Winter ist die Talsperre mit 1,33 Millionen m³ gefüllt, im Sommer sind es 1,84 Millionen m³. Weitere Nutzungen sind Niedrigwasseraufhöhung, Stromerzeugung, Fischerei und Freizeiterholung. Damit soll die Talsperre auch die Region wirtschaftlich beleben. Der See wurde 1992 als Badesee freigegeben.
Betreiber ist der Kreisausschuss des Lahn-Dill-Kreises bzw. der Wasserverband „Dillgebiet“.

## Hauptdamm

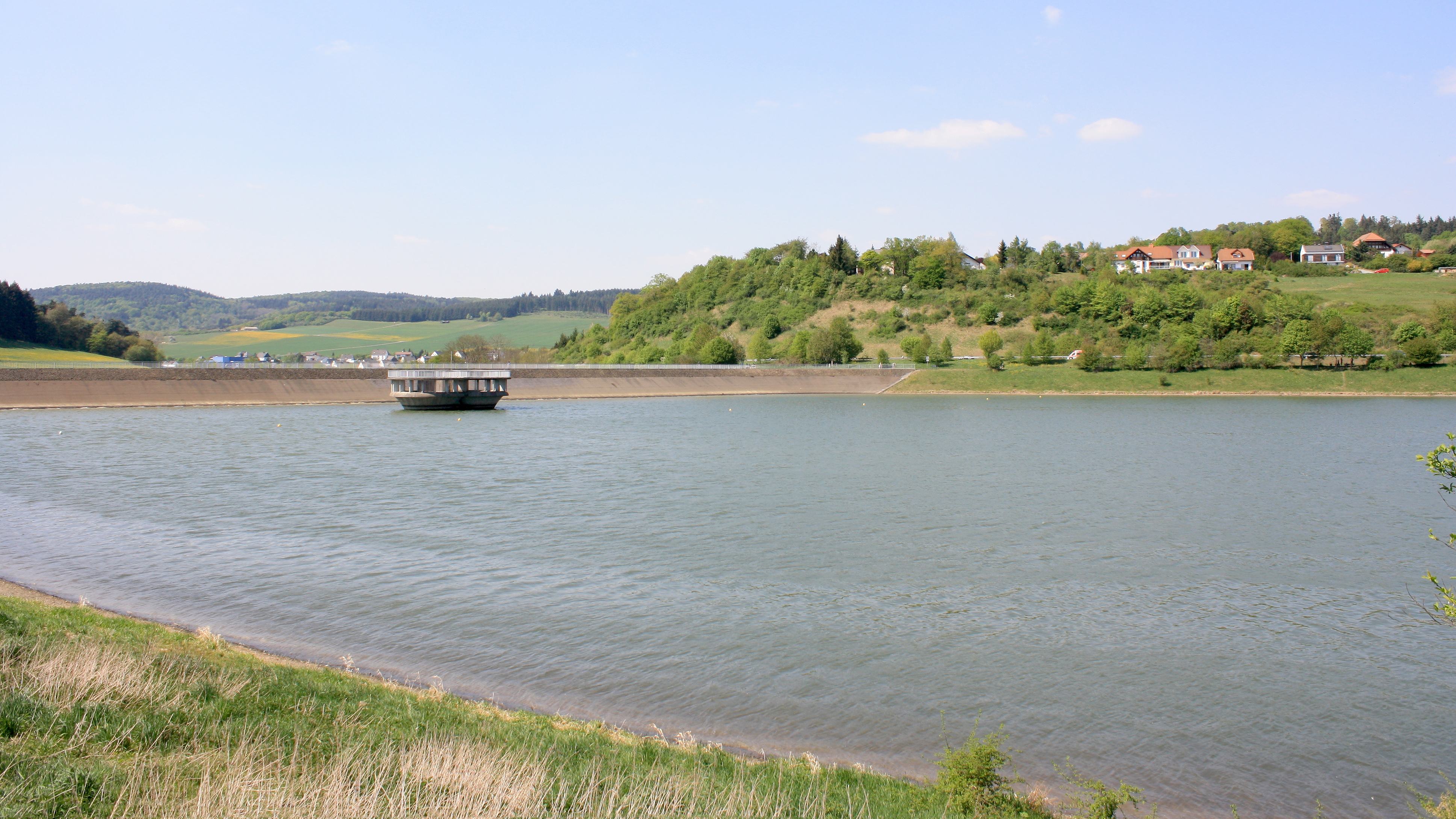
Hauptdamm

Der Staudamm der Aartalsperre ist ein Steinschüttdamm aus Grauwacke- und Schiefer-Gestein. Im Taltiefsten hat der Damm eine Höhe von rund 14 m. Seine Kronenbreite beträgt 6 m, die Kronenlänge 270 m.

## Entnahmeeinrichtungen

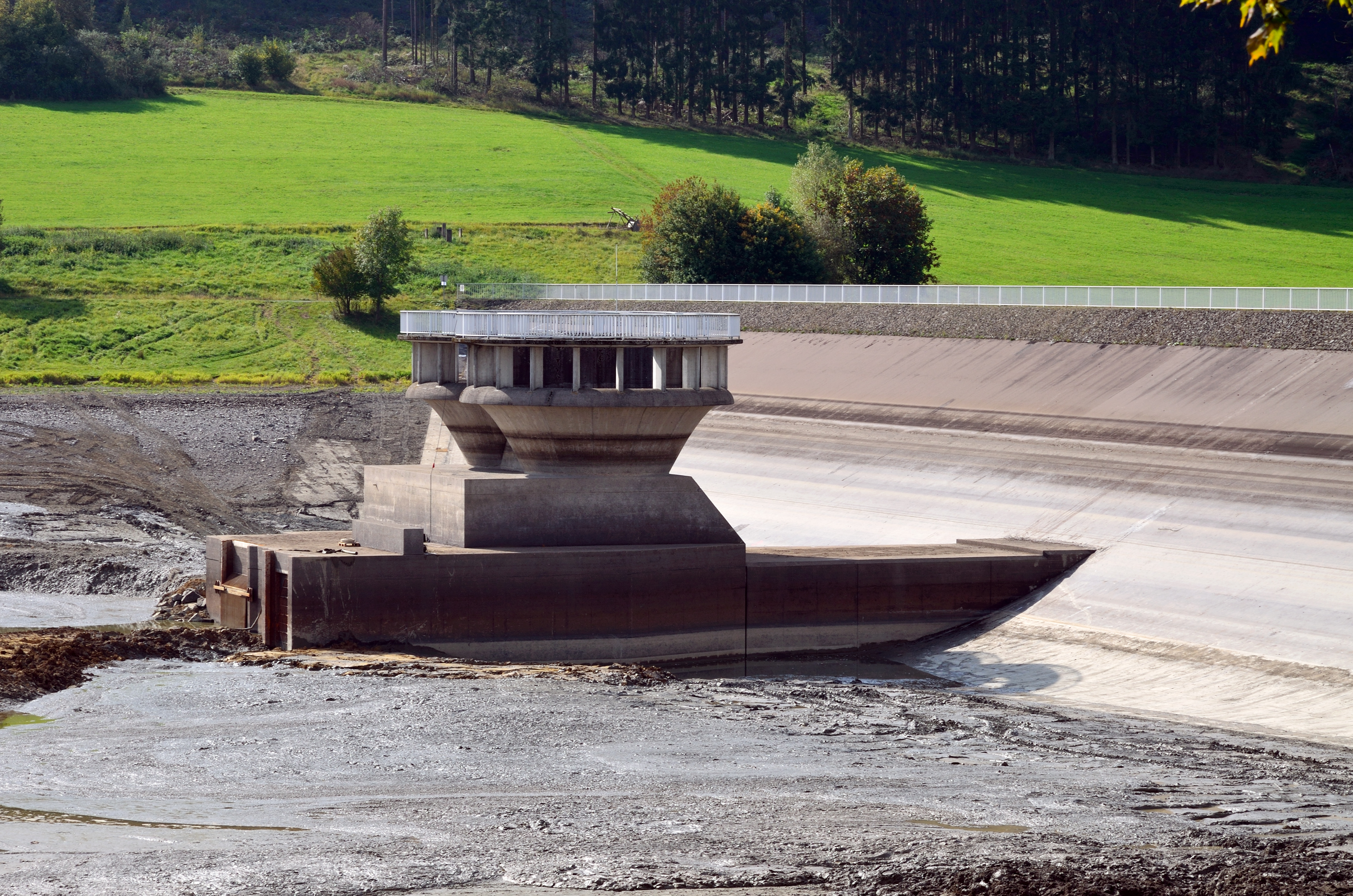
Grundablass

Das Grundablassbauwerk mit der Hochwasserentlastung wurde in den Hauptdamm integriert. Das Wasser kann durch vier Rohre mit unterschiedlichen Durchmessern entnommen werden. Außerdem ist hier die Turbine (eine Walzenturbine) zur Stromerzeugung untergebracht, über die auch die Wasserabgabe der Talsperre gesteuert wird.

## Wasserkraftanlage

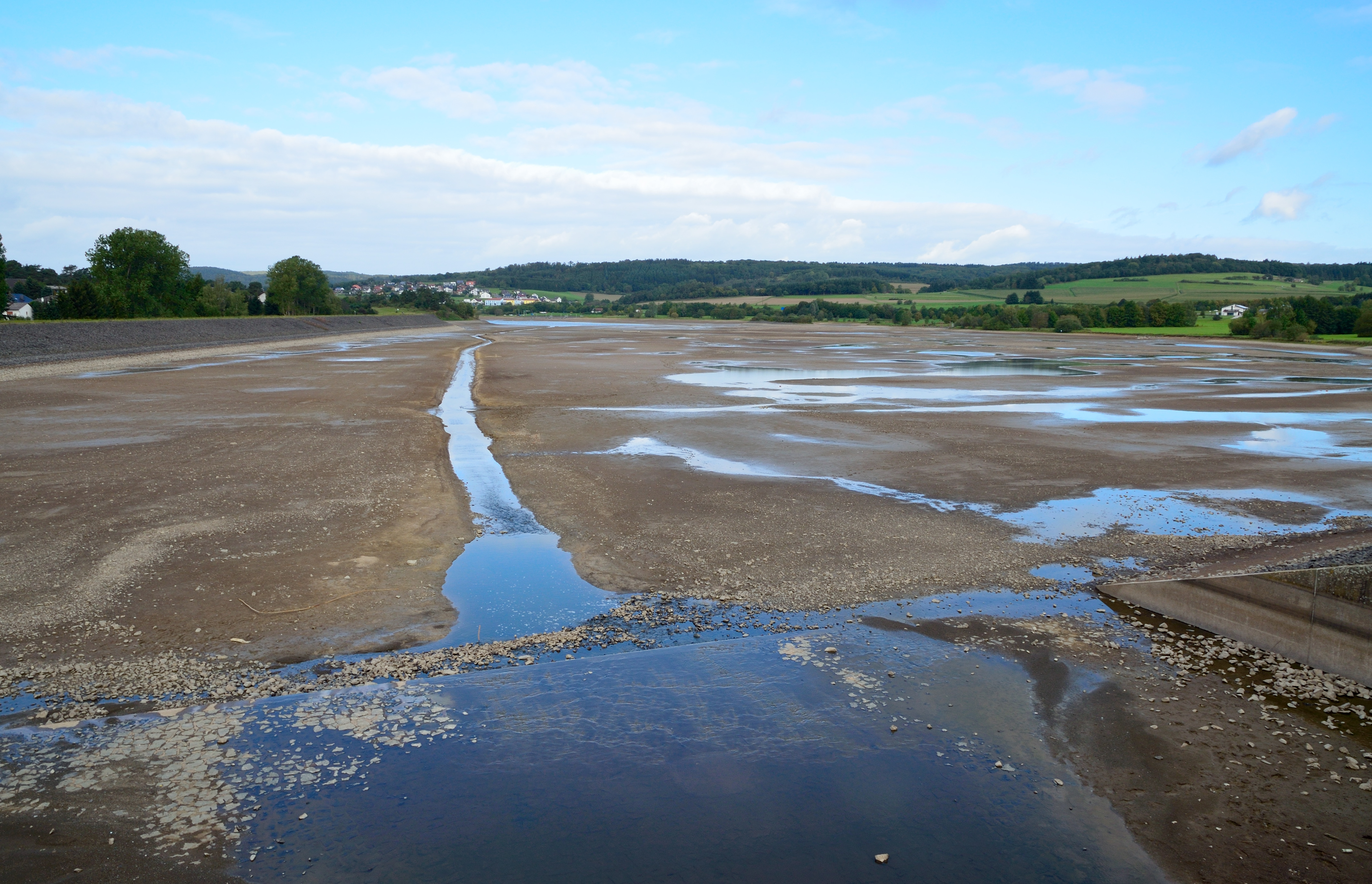
Der Stausee im abgelassenen Zustand

In der Wasserkraftanlage ist eine Durchströmturbine für kleinere Wassermengen bis 4 m³/s eingebaut. Ihre maximale Leistung beträgt 250 kW. Der Strom wird nicht den ganzen Tag über erzeugt, sondern nur zu Zeiten des Spitzenbedarfs. Das sich aufstauende Wasser wird so schwallweise abgelassen, wodurch der Wasserspiegel schwanken kann.

## Stausee
Der Stausee ist relativ flach, maximal 12 m tief, und hat eine verhältnismäßig große Oberfläche. Einige Bereiche des Hauptbeckens und der Vorsperre wurden vertieft, damit stauhöhenabhängig eine Wassertiefe von mindestens 1,20 bis 1,50 m erreicht wird. Wegen seiner geringen Tiefe kann sich der aufgestaute See rasch erwärmen.
Bei Belastung durch organische Einträge ist damit leichter eine Eutrophierung möglich, das heißt ein biologisches „Umkippen“ des Wassers, beispielsweise eine Algenblüte. Um der Vermehrung von Cyanobakterien entgegenzuwirken, sollen möglichst wenig Nährstoffe in das Gewässer gelangen. Alle oberhalb der Talsperre liegenden Orte sind daher an eine Kanalisation angeschlossen, die das Abwasser um die Talsperre herum zur unterhalb erbauten Kläranlage bei Bischoffen führt.

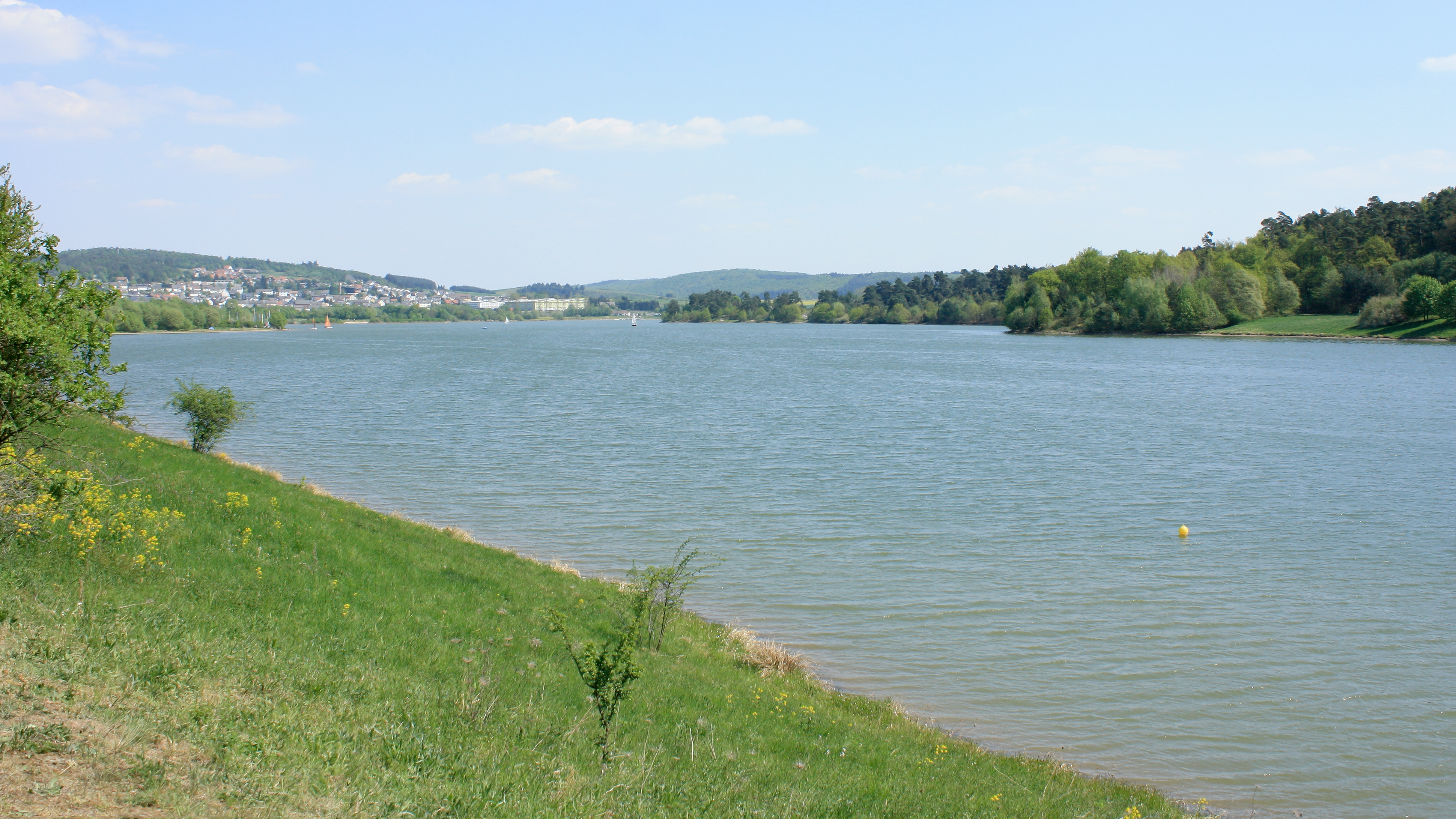
Der See als Segel- und Angelrevier

## Freizeitmöglichkeiten
Der insgesamt 82,5 ha große Stausee bietet auf einer Fläche von 57 ha viele Freizeitmöglichkeiten. Neben einem eintrittsfreien und durchgängig geöffneten Sandstrand zum Baden gibt es verschiedene Liegewiesen, weiterhin einen Segel- und Surfclub sowie gute Möglichkeiten für Angler. Das Badegewässer wird hinsichtlich seiner hygienischen Qualität überprüft; bisher gab es keinen Grund zur Beanstandung. Die vermehrt auftretende Wasserpest ist ungefährlich und wird regelmäßig gemäht.
Um den See herum führt ein ausgebauter bzw. asphaltierter Weg, der von Fußgängern, Joggern, Inlineskatern und Radfahrern rege genutzt wird. Für Notfälle sind zwei Notrufsäulen aufgestellt. An der Außenwand der Wasserrettungs- und Sanitätsstation Aartalsee ist zudem ein Defibrillator angebracht, den auch Laien einsetzen können. Saisonal wird das Gewässer zwischen Mai und September an Wochenenden und Feiertagen von der DLRG-Ortsgruppe überwacht.

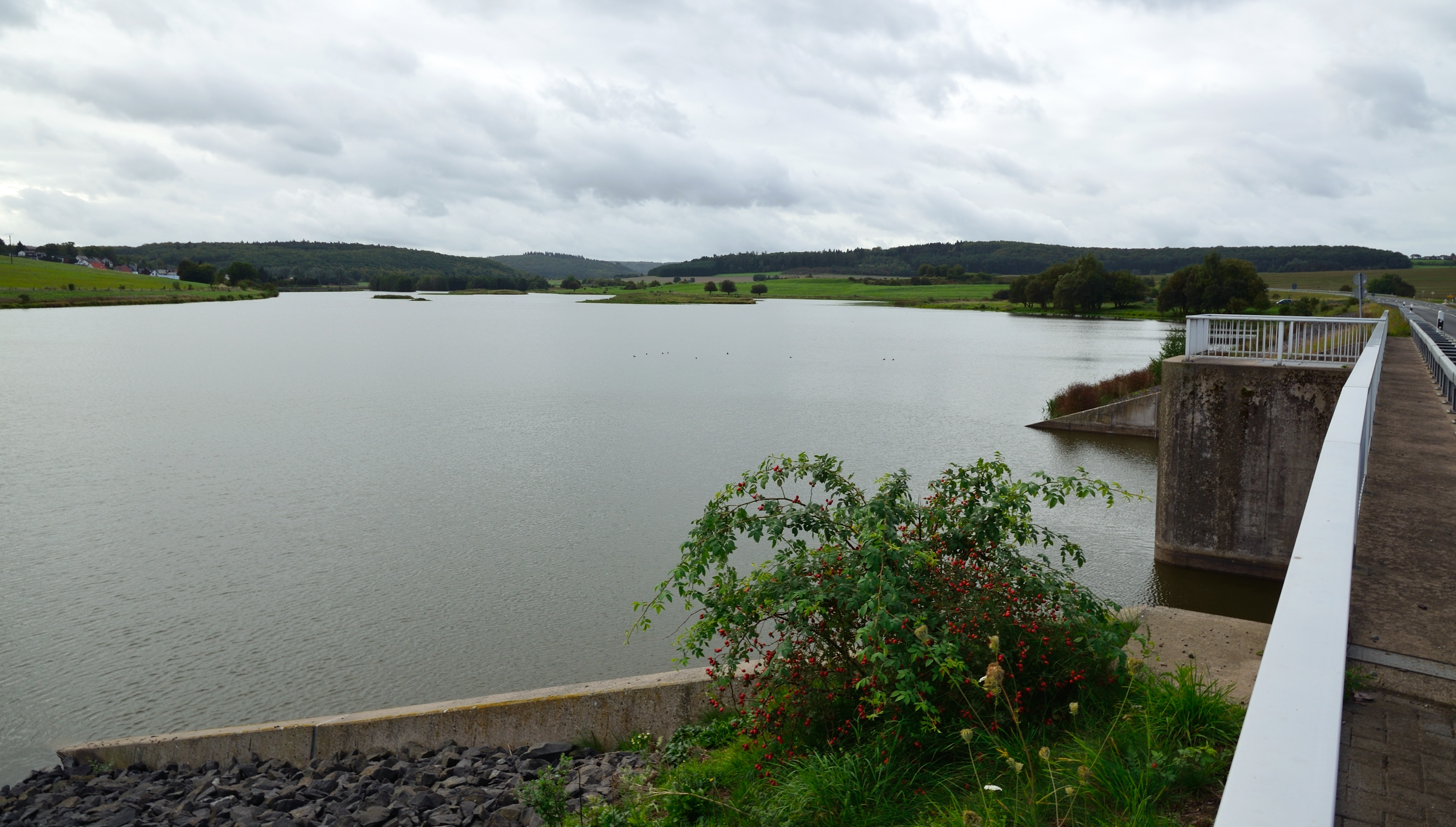
Vorsperre

## Vorsperre

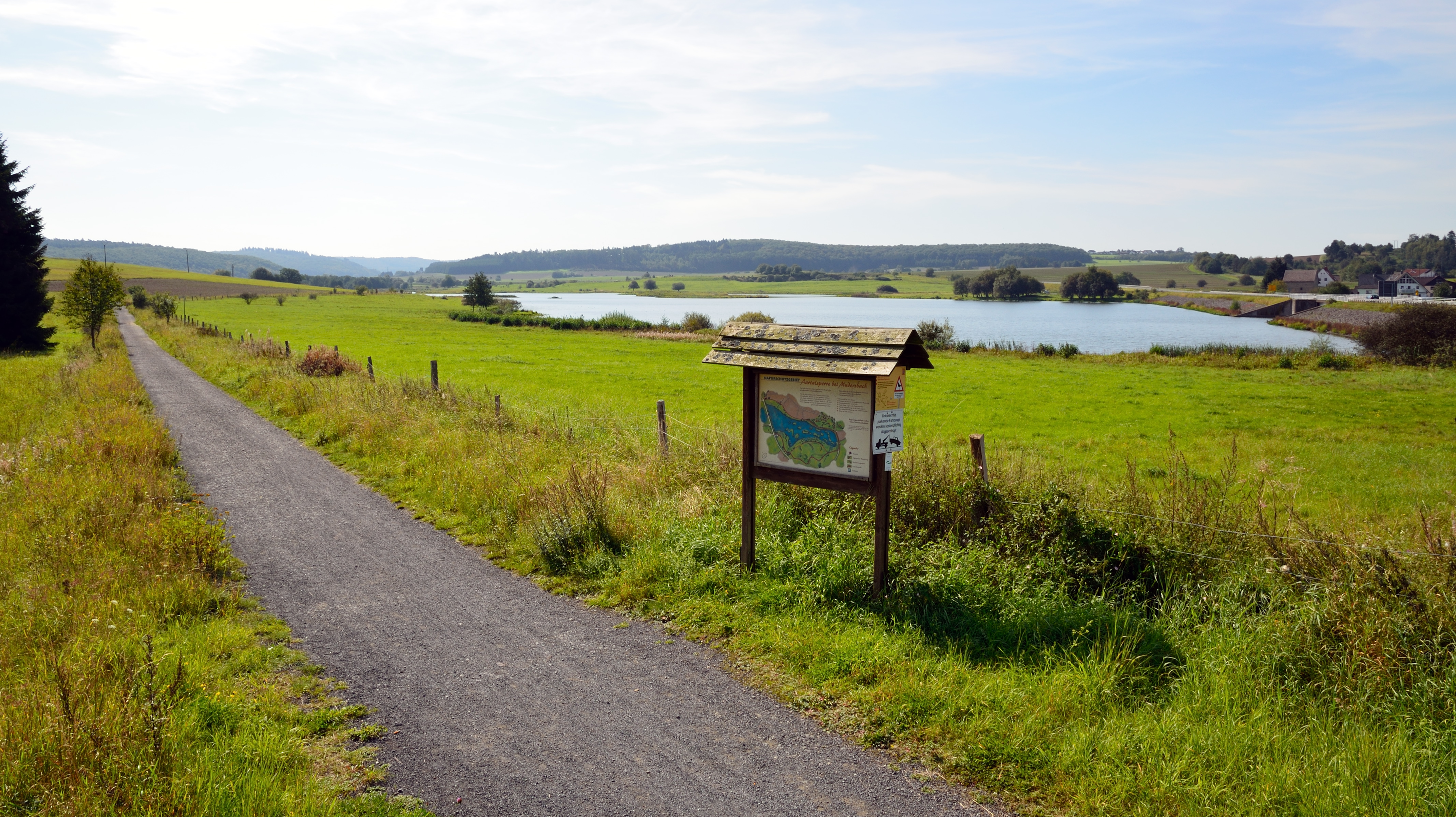
Naturschutzgebiet

Die Vorsperre hat ganzjährig einen Dauerstau, der 2–3 m über dem schwankenden Wasserstand der Hauptsperre liegt. Da die Hauptsperre unter anderem auch fischereilich genutzt wird und die Fische nicht in das Naturschutzgebiet Vorsperre wandern sollen, wurde auf einen Fischaufstieg von der Haupt- in die Vorsperre verzichtet.
Zwei zusätzliche Gebiete mussten eingedeicht werden, um die Ortschaften Ahrdt und Mudersbach vor Überflutungen zu schützen. Der eine Damm ist ca. 730 m lang und etwa 6,50 m hoch, der andere etwa 490 m lang und 2,5 m hoch.

## Naturschutz
Die Vorsperre steht unter Naturschutz. Denn hier wurde durch den Bau von rund zwanzig in Aufbau und Oberflächengestaltung unterschiedlichen Inseln ein einzigartiges Naturschutzgebiet geschaffen, das von zahlreichen seltenen Vogelarten bevölkert wird.
Auch um die Vorsperre herum führt ein Wanderweg, von dem aus man die vielen Tiere in ihrer natürlichen Umgebung beobachten kann.

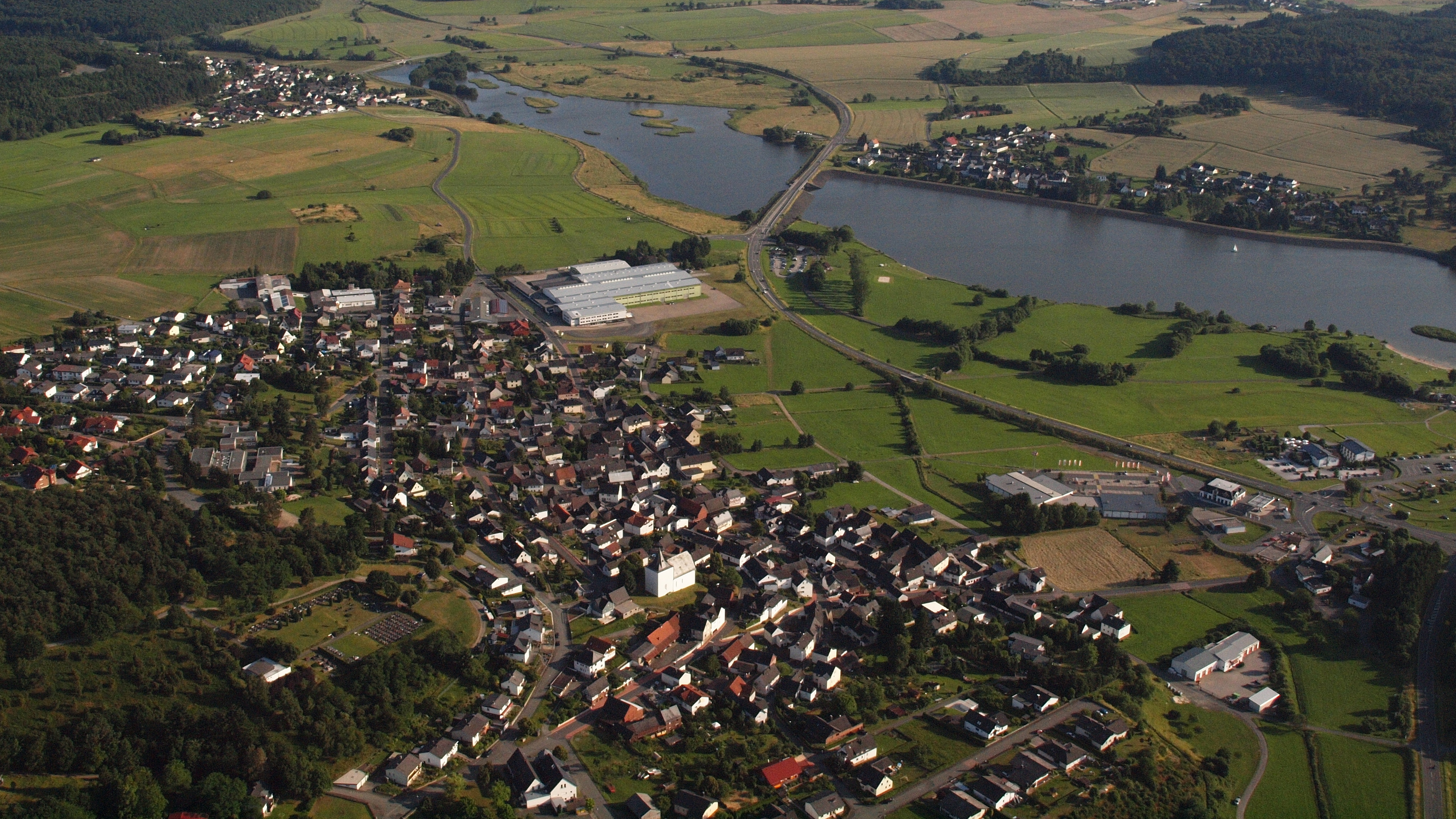
Aartalsperre, südöstlicher Teil

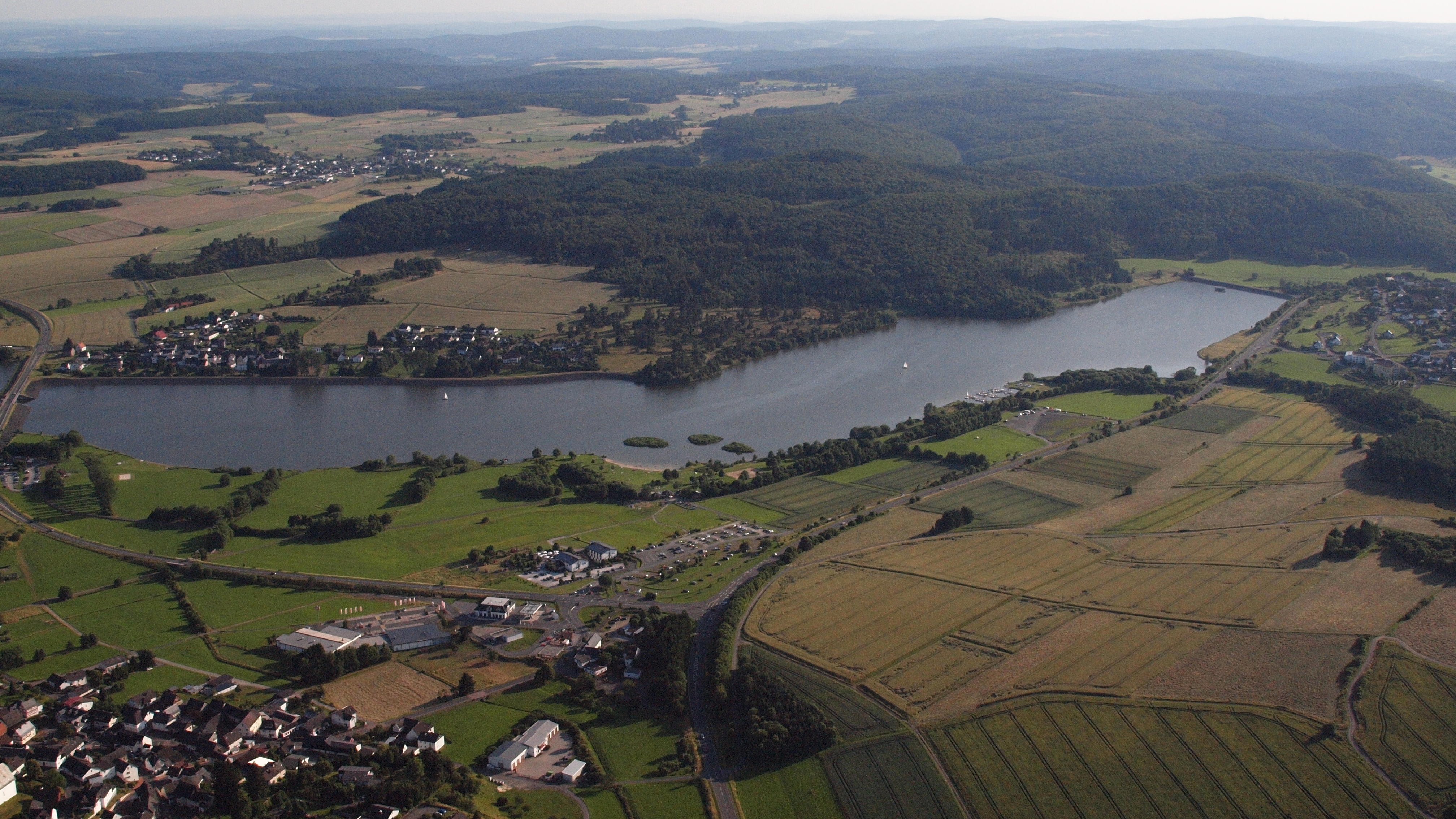
Aartalsperre, westlicher Teil